# 水西駅 (広州市)
水西駅（すいせいえき）とは中華人民共和国広東省広州市黄埔区水西路と蘿馨直街の交差点に位置する広州地下鉄7号線・21号線の駅である。

## 歴史
水西駅は当初、4号線の北端終点駅として計画されていた。その後の2010年末に元の4号線北延伸区間（黄村駅～水西駅）が単独の路線として分割され、両端に延伸されて21号線となった。21号線の快速路線としての位置付けに伴い、当駅は一時廃止されたものの、環境影響評価の段階で設置が復活し、最終的に建設が決定した。
2016年に7号線二期計画（大学城南駅～蘿崗駅）が水西駅まで延長された際に終点駅とされ、その後さらに水西北駅（現：燕山駅）まで延伸された。21号線建設当初は7号線との乗り換え設備は予定されていなかったものの、2016年末に駅設計を変更し、7号線との乗り換え接続部を追加された。
- 2019年12月20日：21号線の駅として開業[4]。
- 2023年
  - 8月29日:7号線二期の開通に伴い、21号線快速列車が当駅に停車するようになる[5]。
  - 12月28日：7号線の駅が開業し、乗換駅となる[6]。

## 駅構造
地下駅。7号線は蘿馨直街の地下に位置し、1面2線の島式ホームを有している。21号線は水西路の地下にあり、1面4線の島式ホーム構造となっているが、外側2線は通過線として設計されていたためにホームが設けられず、内側の線路と外側の線路の間が壁で仕切られていた。このため、乗客からは快速列車が通過する様子を見ることはできなかった。しかし、2023年8月29日以降、快速列車が当駅に停車するようになったことから、これらの通過線は普段の利用がなくなった。また、21号線長平側には水西車両基地へ接続する2本の引き上げ線が設けられている。
さらに、21号線の2つのホーム番号は、開業時には1・2だったが、7号線開通直前になって3・4に変更された。

#### のりば
| 番線                    | 路線     | 行先                   |
| ----------------------- | -------- | ---------------------- |
| 7号線ホーム（地下3階）  |          |                        |
| 1                       | ■ 7号線  | 燕山方面               |
| 2                       | ■ 7号線  | 広州南駅・美的大道方面 |
| 21号線ホーム（地下2階） |          |                        |
| 3                       | ■ 21号線 | 増城広場方面           |
| 4                       | ■ 21号線 | 天河公園方面           |

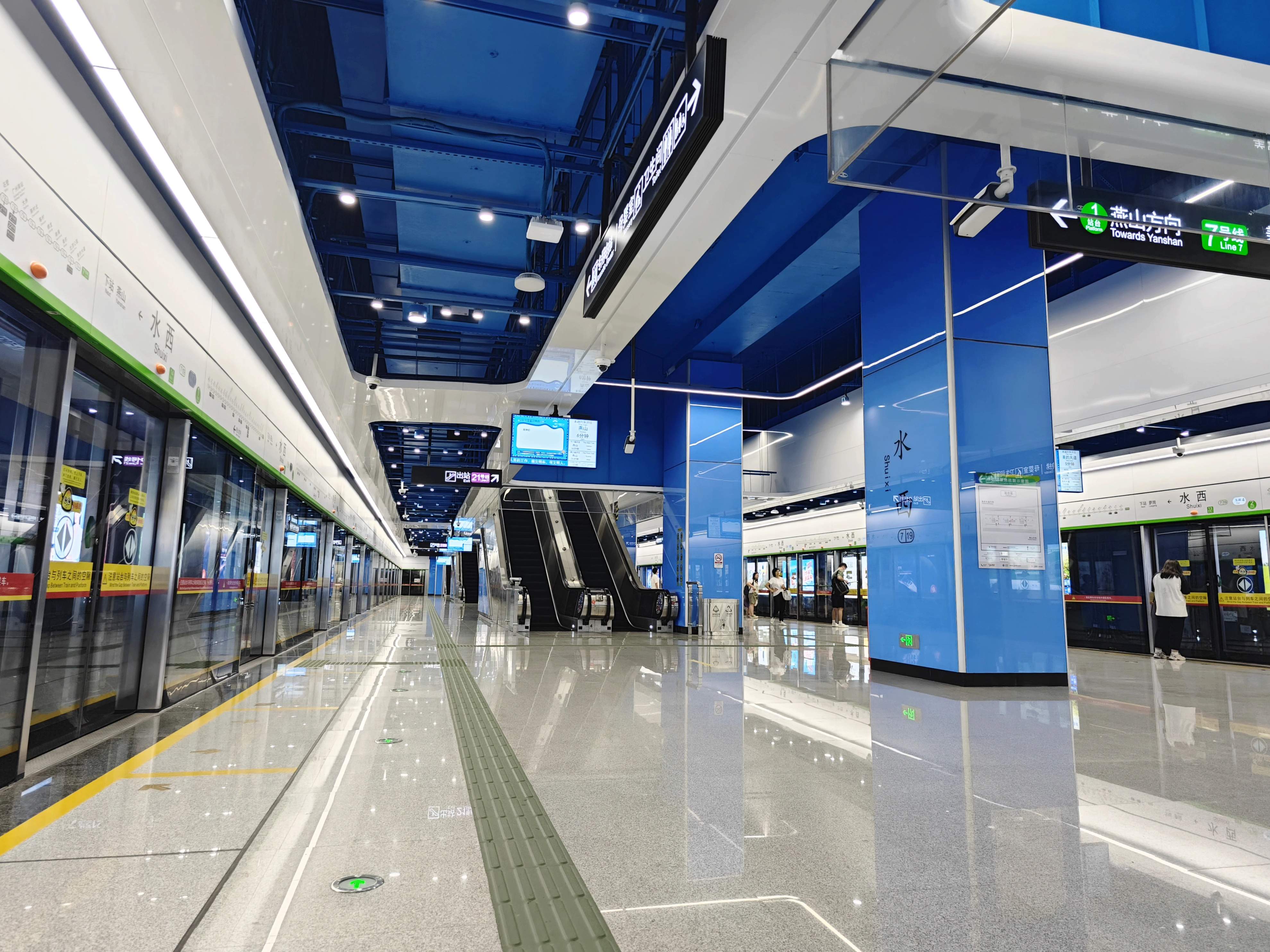
7号線ホーム
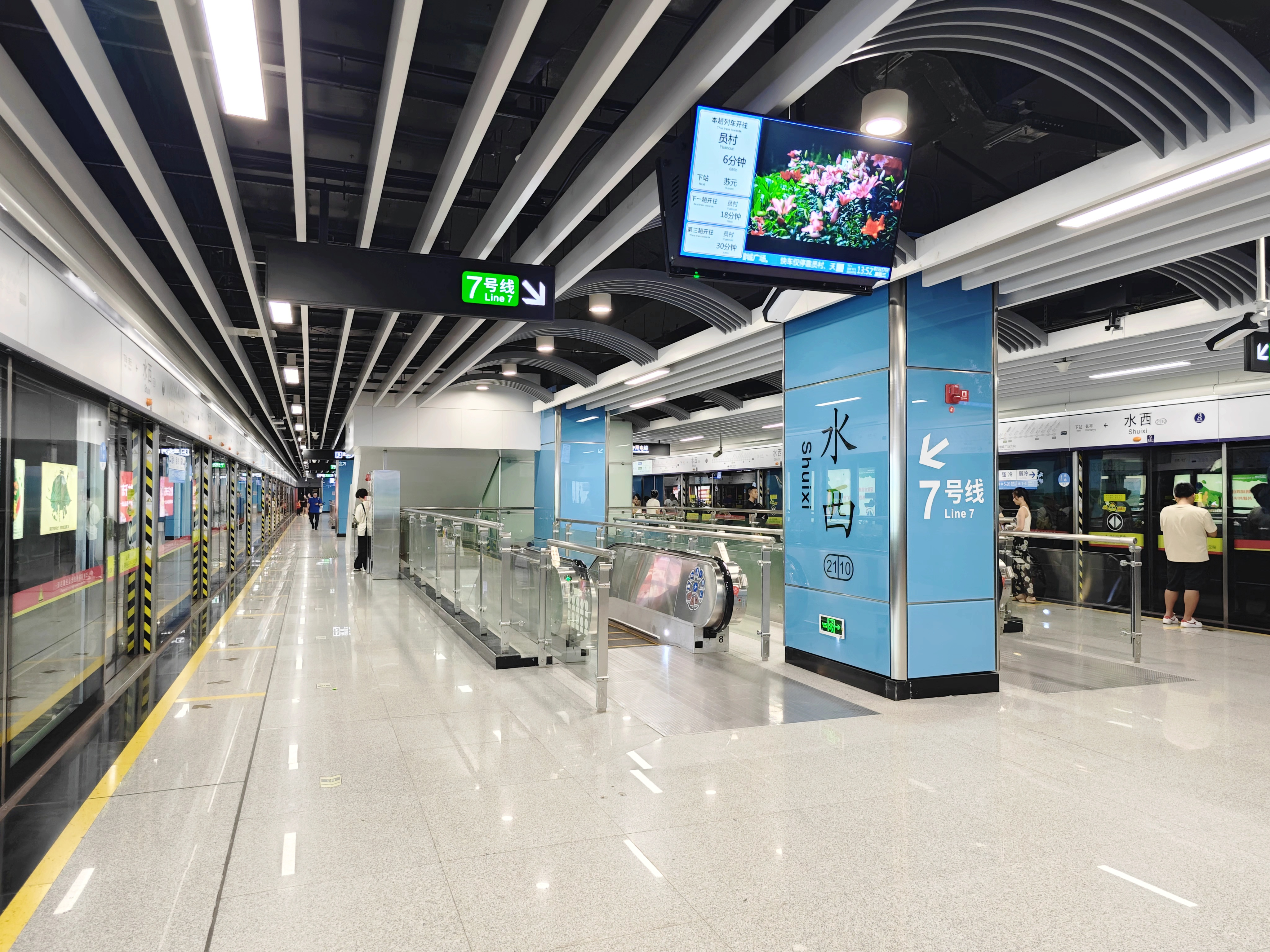
21号線ホーム
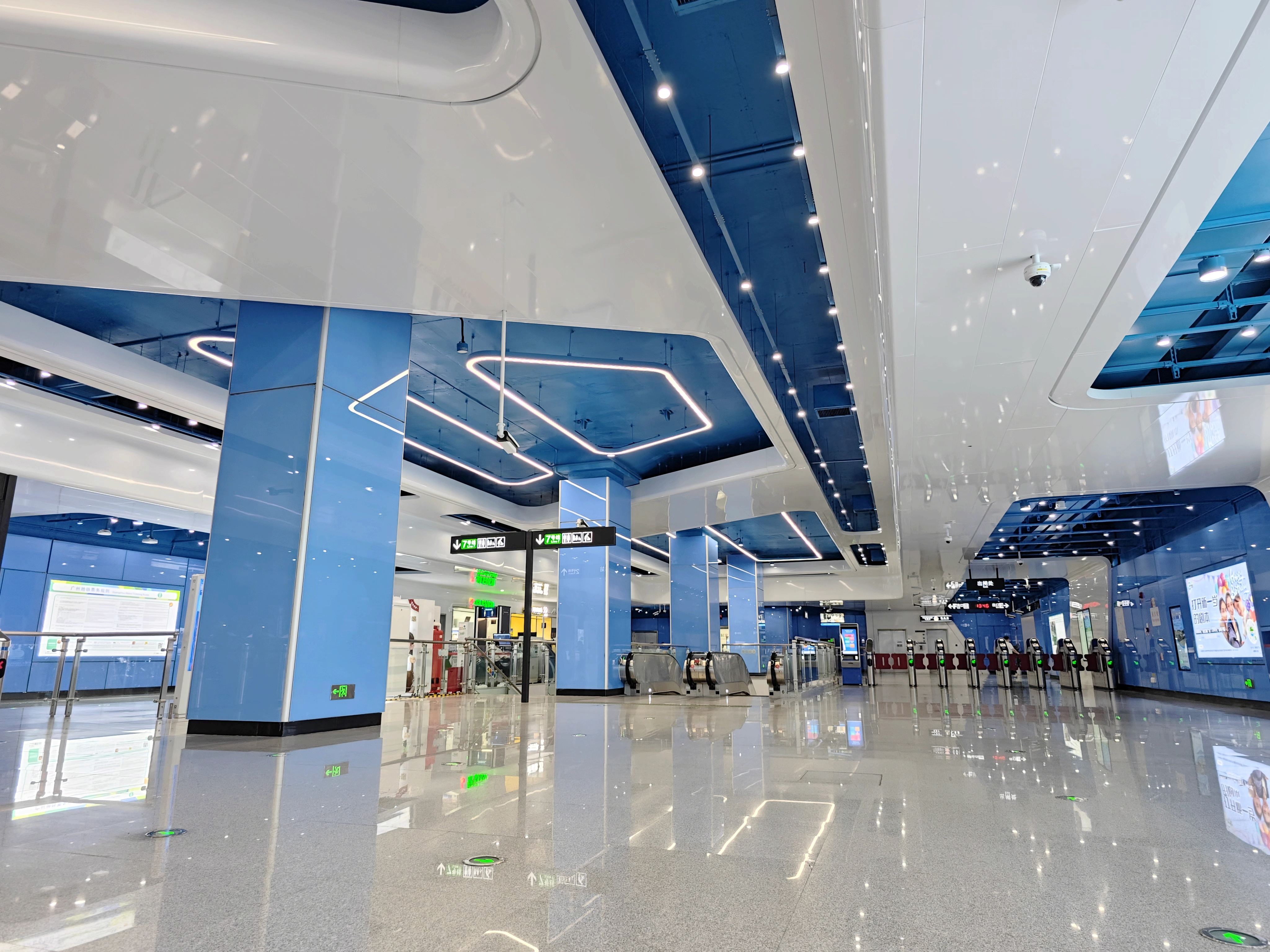
7号線コンコース
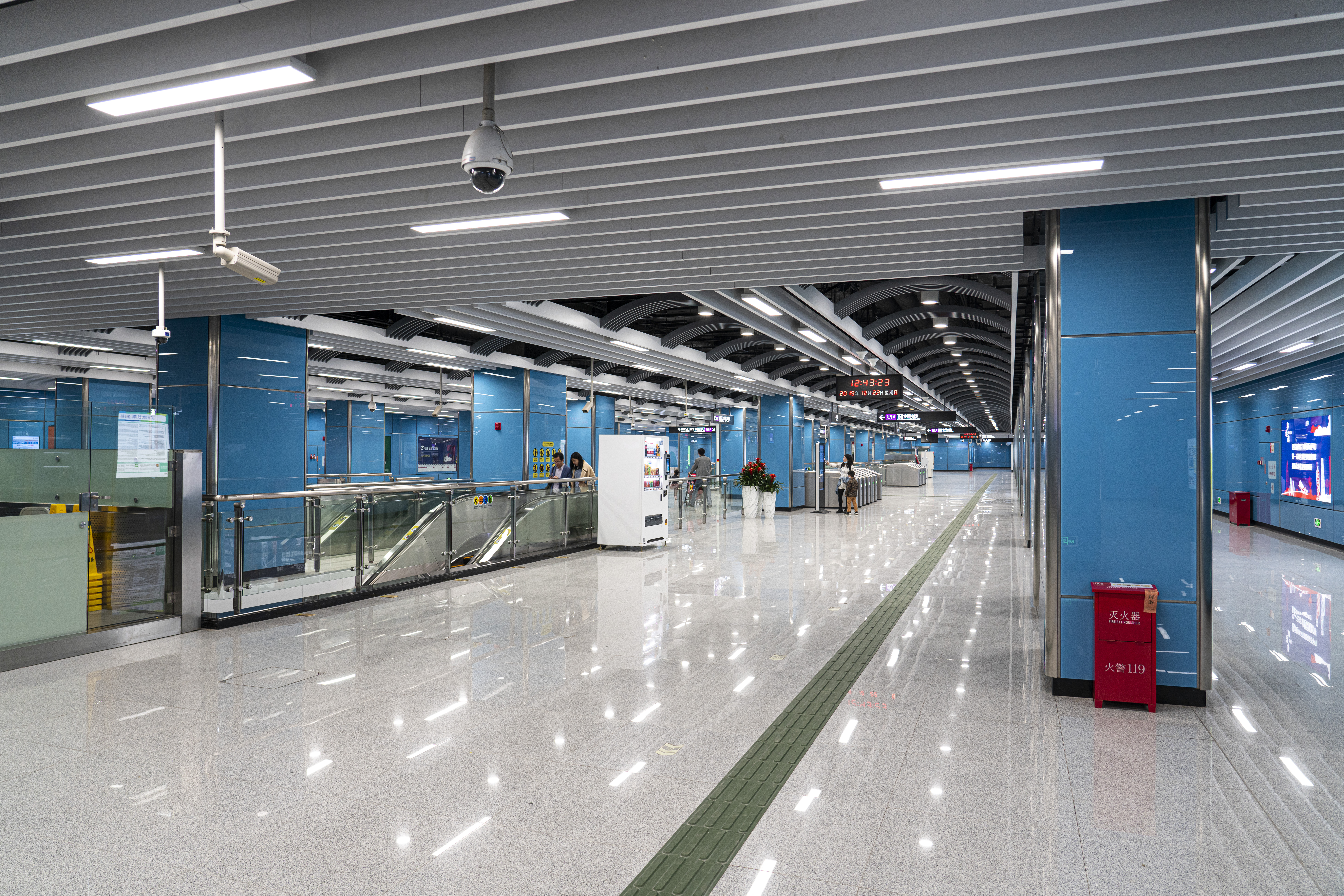
21号線コンコース（2019年12月）

## 駅周辺
- 盈翠公園
- 創業公園
- 蘿崗和苑
- 蘿崗敏捷広場

## 隣の駅
広州地下鉄
■ 7号線
蘿崗駅 718 - 水西駅 719 - 燕山駅 720
■ 21号線
快速
蘇元駅 2109 - 水西駅 2110 - 鎮竜駅 2114
一般
蘇元駅 2109 - 水西駅 2110 - 長平駅 2111